# 서울치현초등학교
서울치현초등학교는 대한민국 서울특별시 강서구 방화동에 있는 공립 초등학교이다.

## 학교 연혁
- 1994년 10월 19일 서울치현국민학교 개교
- 1996년 3월 1일 현재 교명으로 개칭
- 2006년 7월 13일 어울채 개관
- 2010년 9월 1일 영어교실(4층) 및 실과실 리모델링 개관
- 2010년 10월 1일 학교 투시형 펜스 담장 설치
- 2012년 8월 18일 교실마루 교체(37실) 및 내부 도장 공사
- 2017년 8월 22일 어울마당 냉온풍기 설치
- 2017년 8월 24일 각 교실 출입문 교체공사
- 2017년 9월 7일 급식실 증축 및 학생식당 신축 개관
- 2017년 12월 4일 먼지저감을 위한 운동장 정비공사
- 2018년 2월 13일 전교실 공기정화장치 설치
- 2018년 3월 16일 Wee클래스 상담실 설치
- 2018년 9월 15일 방송실 및 시청각실 방송장비공사
- 2019년 9월 1일 제10대 김태식 교장 부임
- 2019년 12월 13일 강서공고 경계 방향 담장교체공사
- 2020년 2월 12일 제26회 졸업식(130명)
- 2020년 8월 10일 어울채 방송설비 교체 공사
- 2020년 9월 1일 시청각실 리모델링 공사, 도서실 바닥 교체 공사
- 2024년 10월 19일 개교 30주년

## 참고 자료
- 서울치현초등학교 - 한국교육학술정보원 학교알리미